# Демидов, Павел Николаевич
Павел Николаевич Демидов (6 [17] августа 1798, Санкт-Петербург — 25 марта [6 апреля] 1840, Майнц) — русский предприниматель из рода Демидовых, владелец богатейших уральских чугуноплавильных заводов, в 1831—1834 гг. курский губернатор. Известен главным образом как меценат и благотворитель.

## Биография
Сын Николая Никитича Демидова от его брака с баронессой Елизаветой Александровной Строгановой. Воспитание и образование получил в Париже, в лицее Наполеона (шестилетний курс на уровне средней школы).
Во время Отечественной войны 1812 года юнкером принимал участие в Бородинском сражении.
11 января 1822 года из штаб-ротмистров Лейб-гвардии Конно-егерского полка поступил в Кавалергардский полк, с оставлением адъютантом при московском военном генерал-губернаторе генерале от кавалерии князе Голицыне. 25 июня 1826 года был произведен в ротмистры.
27 декабря 1826 года уволен от службы, для определения к статским делам, с чином коллежского советника.
Затем, в 1831 году, был назначен курским гражданским губернатором с производством в чин статского советника, а вскоре в чин действительного статского советника. Пробыл на этой губернаторской должности 3 года.
Был пожалован придворным званием «в должности егермейстера».

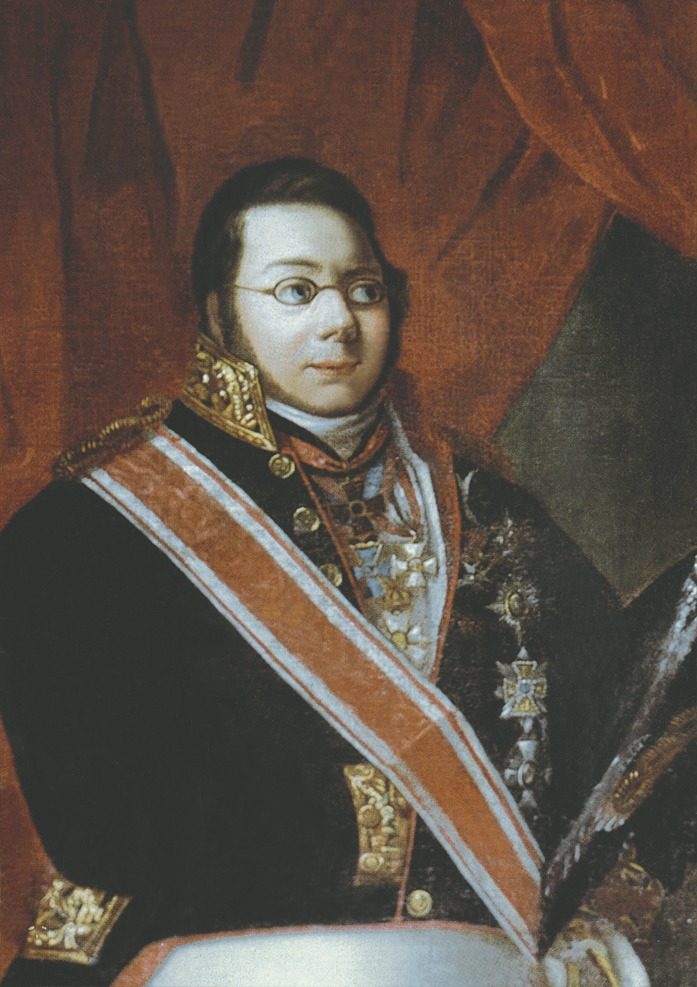
Посмертный портрет работы П. П. Веденецкого

Покровительствуя процветанию научных знаний в России и владея громадными богатствами, Демидов, с 1830 года по смерть свою, ежегодно, в день рождения императора Александра Павловича 12 декабря, вносил в Академию наук (избравшую его своим почётным членом) по 20 000 рублей «на награды за лучшие по разным частям сочинения в России» и по 5 000 рублей «на издание увенчанных Академиею рукописных творений». За такое щедрое пожертвование Демидов удостоился выражения особого благоволения императора Николая Павловича.
Начиная с 1832 года, Академия наук из пожертвованного Демидовым капитала ежегодно назначала за выдающиеся сочинения Демидовские премии большие в 5000 рублей и малые в 2500 рублей. Вместе с братом своим Анатолием Павел Николаевич учредил в Санкт-Петербурге детскую больницу, на содержание которой внёс особый капитал; кроме того, сделал крупные пожертвования в Комитет инвалидов, в Приют для бедных, в Общество садоводства и другие.

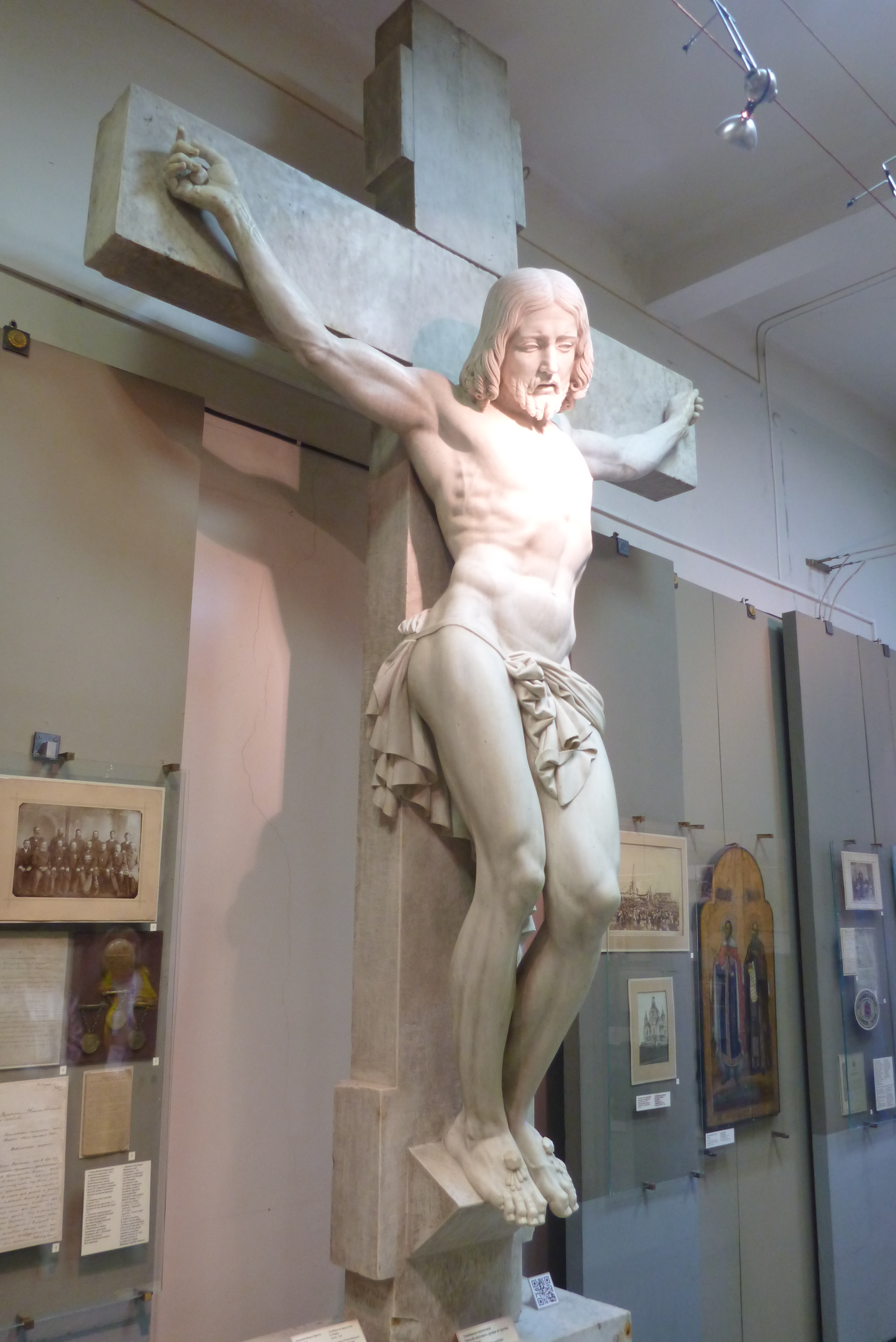
Надгробный памятник П. Н. Демидову работы Дж. Прадье, 1844. Был установлен в Выйско-Никольской церкви Нижнего Тагила. С 1924 года находится в экспозиции музея-заповедника «Горнозаводской Урал»

Умер скоропостижно от сердечной недостаточности в Майнце 25 марта 1840 года (по данным «Русской родословной книги», скончался 21 марта). Похоронен на Тихвинском кладбище Александро-Невской лавры (могила не сохранилась).

## Семья
Брат — Демидов, Анатолий Николаевич (1812—1870)
Павел Николаевич женат был на знаменитой красавице Авроре Карловне Шернваль, и от этого брака имел единственного сына Павла, получившего в наследство от дяди княжеский титул Сан-Донато.
Овдовев, Аврора Карловна вступила в брак с А. Н. Карамзиным, сыном историка.